# Eleições legislativas de 2011 em Santa Maria da Feira

## Resultados Oficiais
| Partido                 | Partido                        | Votos   | %               | +/-   |
| ----------------------- | ------------------------------ | ------- | --------------- | ----- |
|                         | Partido Social Democrata       | 30 617  | 40,73 / 100,00  | 9,19  |
|                         | Partido Socialista             | 24 578  | 32,69 / 100,00  | 7,62  |
|                         | CDS – Partido Popular          | 6 861   | 9,13 / 100,00   | 0,13  |
|                         | Bloco de Esquerda              | 4 408   | 5,86 / 100,00   | 3,62  |
|                         | Coligação Democrática Unitária | 2 913   | 3,87 / 100,00   | 0,26  |
|                         | Outros                         | 2 808   | 3,76 / 100,00   |       |
| Votos Inválidos         | Votos Inválidos                | 2 991   | 3,98 / 100,00   | 1,15  |
| Total                   | Total                          | 75 176  | 100,00 / 100,00 |       |
| Eleitorado/Participação | Eleitorado/Participação        | 123 770 | 60,74 / 100,00  | 2,90  |
| Fonte                   | Fonte                          | [ 1 ]   | [ 1 ]           | [ 1 ] |

## Resultados por Freguesia
Os resultados seguintes referem-se aos partidos que obtiveram mais de 1,00% dos votos:
| Freguesia             | %     | %     | %     | %    | %       | Votantes |
| Freguesia             | PSD   | PS    | CDS   | BE   | PCP-PEV | Votantes |
| --------------------- | ----- | ----- | ----- | ---- | ------- | -------- |
| Argoncilhe            | 42,41 | 30,95 | 10,79 | 4,68 | 3,21    | 4 827    |
| Arrifana              | 35,38 | 40,37 | 8,67  | 5,17 | 3,09    | 3 366    |
| Caldas de São Jorge   | 36,80 | 35,31 | 9,04  | 5,36 | 4,84    | 1 549    |
| Canedo                | 47,32 | 27,75 | 10,88 | 4,30 | 3,29    | 2 887    |
| Escapães              | 41,72 | 32,78 | 7,51  | 6,27 | 3,49    | 1 690    |
| Espargo               | 44,65 | 27,96 | 10,36 | 5,18 | 1,84    | 869      |
| Feira                 | 42,73 | 26,84 | 11,86 | 6,75 | 3,99    | 6 592    |
| Fiães                 | 35,25 | 35,41 | 8,34  | 6,33 | 5,99    | 4 377    |
| Fornos                | 40,88 | 30,47 | 9,88  | 5,85 | 3,92    | 1 710    |
| Gião                  | 47,48 | 27,23 | 11,33 | 3,89 | 2,52    | 874      |
| Guisande              | 52,30 | 27,10 | 9,08  | 3,66 | 1,76    | 738      |
| Lobão                 | 43,63 | 32,55 | 8,84  | 4,79 | 2,43    | 2 670    |
| Louredo               | 58,20 | 18,68 | 11,82 | 3,05 | 1,91    | 787      |
| Lourosa               | 37,00 | 38,81 | 7,84  | 5,93 | 2,83    | 5 011    |
| Milheirós de Poiares  | 38,75 | 38,45 | 6,07  | 5,15 | 3,91    | 1 943    |
| Mosteirô              | 34,95 | 37,97 | 8,60  | 7,96 | 2,20    | 1 093    |
| Mozelos               | 37,10 | 34,56 | 8,32  | 7,66 | 4,61    | 4 100    |
| Nogueira da Regedoura | 43,85 | 30,00 | 8,10  | 6,36 | 3,52    | 3 097    |
| Paços de Brandão      | 47,29 | 25,19 | 11,02 | 6,33 | 3,51    | 3 049    |
| Pigeiros              | 34,80 | 41,38 | 7,68  | 3,29 | 7,05    | 638      |
| Rio Meão              | 40,92 | 33,06 | 9,16  | 5,68 | 4,19    | 2 837    |
| Romariz               | 45,11 | 34,29 | 8,72  | 2,87 | 2,11    | 1 709    |
| Sanfins               | 38,52 | 36,00 | 8,29  | 5,46 | 2,73    | 989      |
| Sanguedo              | 44,17 | 29,52 | 10,88 | 5,11 | 2,44    | 1 802    |
| Santa Maria de Lamas  | 42,80 | 31,06 | 8,36  | 6,77 | 3,77    | 3 133    |
| São João de Ver       | 33,44 | 39,20 | 8,15  | 7,14 | 4,46    | 4 821    |
| São Paio de Oleiros   | 34,44 | 31,28 | 8,19  | 6,47 | 11,75   | 2 503    |
| Souto                 | 39,54 | 34,30 | 7,61  | 6,83 | 3,10    | 2 577    |
| Travanca              | 40,19 | 36,35 | 6,83  | 5,72 | 2,73    | 1 172    |
| Vale                  | 54,03 | 23,87 | 11,20 | 3,04 | 1,78    | 955      |
| Vila Maior            | 49,94 | 25,28 | 9,99  | 4,07 | 3,45    | 811      |
| Santa Maria da Feira  | 40,73 | 32,69 | 9,13  | 5,86 | 3,87    | 75 176   |

#### Argoncilhe
| Partido                 | Partido                        | Votos | %               | +/-  |
| ----------------------- | ------------------------------ | ----- | --------------- | ---- |
|                         | Partido Social Democrata       | 2 047 | 42,41 / 100,00  | 8,46 |
|                         | Partido Socialista             | 1 494 | 30,95 / 100,00  | 9,26 |
|                         | CDS – Partido Popular          | 521   | 10,79 / 100,00  | 0,05 |
|                         | Bloco de Esquerda              | 226   | 4,68 / 100,00   | 2,77 |
|                         | Coligação Democrática Unitária | 155   | 3,21 / 100,00   | 0,12 |
|                         | Outros                         | 200   | 4,15 / 100,00   |      |
| Votos Inválidos         | Votos Inválidos                | 184   | 3,82 / 100,00   | 1,20 |
| Total                   | Total                          | 4 827 | 100,00 / 100,00 |      |
| Eleitorado/Participação | Eleitorado/Participação        | 7 355 | 65,63 / 100,00  | 1,82 |

#### Arrifana
| Partido                 | Partido                        | Votos | %               | +/-  |
| ----------------------- | ------------------------------ | ----- | --------------- | ---- |
|                         | Partido Socialista             | 1 359 | 40,37 / 100,00  | 6,65 |
|                         | Partido Social Democrata       | 1 191 | 35,38 / 100,00  | 8,46 |
|                         | CDS – Partido Popular          | 292   | 8,67 / 100,00   | 0,53 |
|                         | Bloco de Esquerda              | 174   | 5,17 / 100,00   | 4,09 |
|                         | Coligação Democrática Unitária | 104   | 3,09 / 100,00   | 0,07 |
|                         | Outros                         | 108   | 3,21 / 100,00   |      |
| Votos Inválidos         | Votos Inválidos                | 138   | 4,10 / 100,00   | 1,38 |
| Total                   | Total                          | 3 366 | 100,00 / 100,00 |      |
| Eleitorado/Participação | Eleitorado/Participação        | 5 713 | 58,92 / 100,00  | 3,68 |

#### Caldas de São Jorge
| Partido                 | Partido                        | Votos | %               | +/-  |
| ----------------------- | ------------------------------ | ----- | --------------- | ---- |
|                         | Partido Social Democrata       | 570   | 36,80 / 100,00  | 9,89 |
|                         | Partido Socialista             | 547   | 35,31 / 100,00  | 8,05 |
|                         | CDS – Partido Popular          | 140   | 9,04 / 100,00   | 1,77 |
|                         | Bloco de Esquerda              | 83    | 5,36 / 100,00   | 3,23 |
|                         | Coligação Democrática Unitária | 75    | 4,84 / 100,00   | 0,82 |
|                         | Outros                         | 46    | 2,96 / 100,00   |      |
| Votos Inválidos         | Votos Inválidos                | 88    | 5,68 / 100,00   | 2,14 |
| Total                   | Total                          | 1 549 | 100,00 / 100,00 |      |
| Eleitorado/Participação | Eleitorado/Participação        | 2 509 | 61,74 / 100,00  | 6,75 |

#### Canedo
| Partido                 | Partido                        | Votos | %               | +/-   |
| ----------------------- | ------------------------------ | ----- | --------------- | ----- |
|                         | Partido Social Democrata       | 1 366 | 47,32 / 100,00  | 10,14 |
|                         | Partido Socialista             | 801   | 27,75 / 100,00  | 9,11  |
|                         | CDS – Partido Popular          | 314   | 10,88 / 100,00  | 1,87  |
|                         | Bloco de Esquerda              | 124   | 4,30 / 100,00   | 2,40  |
|                         | Coligação Democrática Unitária | 95    | 3,29 / 100,00   | 0,40  |
|                         | Outros                         | 96    | 3,33 / 100,00   |       |
| Votos Inválidos         | Votos Inválidos                | 91    | 3,15 / 100,00   | 0,56  |
| Total                   | Total                          | 2 887 | 100,00 / 100,00 |       |
| Eleitorado/Participação | Eleitorado/Participação        | 5 646 | 51,13 / 100,00  | 2,41  |

#### Escapães
| Partido                 | Partido                        | Votos | %               | +/-   |
| ----------------------- | ------------------------------ | ----- | --------------- | ----- |
|                         | Partido Social Democrata       | 705   | 41,72 / 100,00  | 10,31 |
|                         | Partido Socialista             | 554   | 32,78 / 100,00  | 8,41  |
|                         | CDS – Partido Popular          | 127   | 7,51 / 100,00   | 0,46  |
|                         | Bloco de Esquerda              | 106   | 6,27 / 100,00   | 4,69  |
|                         | Coligação Democrática Unitária | 59    | 3,49 / 100,00   | 0,50  |
|                         | Outros                         | 54    | 3,20 / 100,00   |       |
| Votos Inválidos         | Votos Inválidos                | 85    | 5,03 / 100,00   | 2,15  |
| Total                   | Total                          | 1 690 | 100,00 / 100,00 |       |
| Eleitorado/Participação | Eleitorado/Participação        | 2 904 | 58,20 / 100,00  | 4,12  |

#### Espargo
| Partido                 | Partido                        | Votos | %               | +/-  |
| ----------------------- | ------------------------------ | ----- | --------------- | ---- |
|                         | Partido Social Democrata       | 388   | 44,65 / 100,00  | 8,95 |
|                         | Partido Socialista             | 243   | 27,96 / 100,00  | 7,41 |
|                         | CDS – Partido Popular          | 90    | 10,36 / 100,00  | 0,75 |
|                         | Bloco de Esquerda              | 45    | 5,18 / 100,00   | 4,43 |
|                         | Coligação Democrática Unitária | 16    | 1,84 / 100,00   | 2,20 |
|                         | Outros                         | 39    | 4,49 / 100,00   |      |
| Votos Inválidos         | Votos Inválidos                | 48    | 5,52 / 100,00   | 2,46 |
| Total                   | Total                          | 869   | 100,00 / 100,00 |      |
| Eleitorado/Participação | Eleitorado/Participação        | 1 370 | 63,43 / 100,00  | 3,92 |

#### Feira
| Partido                 | Partido                        | Votos  | %               | +/-  |
| ----------------------- | ------------------------------ | ------ | --------------- | ---- |
|                         | Partido Social Democrata       | 2 817  | 42,73 / 100,00  | 8,55 |
|                         | Partido Socialista             | 1 769  | 26,84 / 100,00  | 8,10 |
|                         | CDS – Partido Popular          | 782    | 11,86 / 100,00  | 2,27 |
|                         | Bloco de Esquerda              | 445    | 6,75 / 100,00   | 4,99 |
|                         | Coligação Democrática Unitária | 263    | 3,99 / 100,00   | 0,41 |
|                         | Outros                         | 227    | 3,46 / 100,00   |      |
| Votos Inválidos         | Votos Inválidos                | 289    | 4,38 / 100,00   | 1,37 |
| Total                   | Total                          | 6 592  | 100,00 / 100,00 |      |
| Eleitorado/Participação | Eleitorado/Participação        | 10 475 | 62,93 / 100,00  | 2,41 |

#### Fiães
| Partido                 | Partido                        | Votos | %               | +/-  |
| ----------------------- | ------------------------------ | ----- | --------------- | ---- |
|                         | Partido Socialista             | 1 550 | 35,41 / 100,00  | 7,59 |
|                         | Partido Social Democrata       | 1 543 | 35,25 / 100,00  | 8,51 |
|                         | CDS – Partido Popular          | 365   | 8,34 / 100,00   | 0,85 |
|                         | Bloco de Esquerda              | 277   | 6,33 / 100,00   | 4,14 |
|                         | Coligação Democrática Unitária | 262   | 5,99 / 100,00   | 1,79 |
|                         | Outros                         | 175   | 3,99 / 100,00   |      |
| Votos Inválidos         | Votos Inválidos                | 205   | 4,68 / 100,00   | 1,20 |
| Total                   | Total                          | 4 377 | 100,00 / 100,00 |      |
| Eleitorado/Participação | Eleitorado/Participação        | 7 322 | 59,78 / 100,00  | 5,37 |

#### Fornos
| Partido                 | Partido                        | Votos | %               | +/-  |
| ----------------------- | ------------------------------ | ----- | --------------- | ---- |
|                         | Partido Social Democrata       | 699   | 40,88 / 100,00  | 9,03 |
|                         | Partido Socialista             | 521   | 30,47 / 100,00  | 7,28 |
|                         | CDS – Partido Popular          | 169   | 9,88 / 100,00   | 1,98 |
|                         | Bloco de Esquerda              | 100   | 5,85 / 100,00   | 5,74 |
|                         | Coligação Democrática Unitária | 67    | 3,92 / 100,00   | 0,66 |
|                         | Outros                         | 72    | 4,21 / 100,00   |      |
| Votos Inválidos         | Votos Inválidos                | 82    | 4,79 / 100,00   | 1,88 |
| Total                   | Total                          | 1 710 | 100,00 / 100,00 |      |
| Eleitorado/Participação | Eleitorado/Participação        | 2 831 | 60,40 / 100,00  | 2,49 |

#### Gião
| Partido                 | Partido                        | Votos | %               | +/-   |
| ----------------------- | ------------------------------ | ----- | --------------- | ----- |
|                         | Partido Social Democrata       | 415   | 47,48 / 100,00  | 11,49 |
|                         | Partido Socialista             | 238   | 27,23 / 100,00  | 8,10  |
|                         | CDS – Partido Popular          | 99    | 11,33 / 100,00  | 1,97  |
|                         | Bloco de Esquerda              | 34    | 3,89 / 100,00   | 3,42  |
|                         | Coligação Democrática Unitária | 22    | 2,52 / 100,00   | 0,78  |
|                         | Outros                         | 35    | 4,01 / 100,00   |       |
| Votos Inválidos         | Votos Inválidos                | 31    | 3,55 / 100,00   | 0,49  |
| Total                   | Total                          | 874   | 100,00 / 100,00 |       |
| Eleitorado/Participação | Eleitorado/Participação        | 1 646 | 53,10 / 100,00  | 4,90  |

#### Guisande
| Partido                 | Partido                        | Votos | %               | +/-  |
| ----------------------- | ------------------------------ | ----- | --------------- | ---- |
|                         | Partido Social Democrata       | 386   | 52,30 / 100,00  | 8,77 |
|                         | Partido Socialista             | 200   | 27,10 / 100,00  | 7,18 |
|                         | CDS – Partido Popular          | 67    | 9,08 / 100,00   | 1,00 |
|                         | Bloco de Esquerda              | 27    | 3,66 / 100,00   | 2,03 |
|                         | Coligação Democrática Unitária | 13    | 1,76 / 100,00   | 0,85 |
|                         | PCTP/MRPP                      | 9     | 1,22 / 100,00   | 0,86 |
|                         | Outros                         | 17    | 2,31 / 100,00   |      |
| Votos Inválidos         | Votos Inválidos                | 19    | 2,57 / 100,00   | 0,55 |
| Total                   | Total                          | 738   | 100,00 / 100,00 |      |
| Eleitorado/Participação | Eleitorado/Participação        | 1 295 | 56,99 / 100,00  | 8,56 |

#### Lobão
| Partido                 | Partido                        | Votos | %               | +/-   |
| ----------------------- | ------------------------------ | ----- | --------------- | ----- |
|                         | Partido Social Democrata       | 1 165 | 43,63 / 100,00  | 10,44 |
|                         | Partido Socialista             | 869   | 32,55 / 100,00  | 5,56  |
|                         | CDS – Partido Popular          | 236   | 8,84 / 100,00   | 1,37  |
|                         | Bloco de Esquerda              | 128   | 4,79 / 100,00   | 2,39  |
|                         | Coligação Democrática Unitária | 65    | 2,43 / 100,00   | 0,27  |
|                         | Outros                         | 112   | 4,18 / 100,00   |       |
| Votos Inválidos         | Votos Inválidos                | 95    | 3,55 / 100,00   | 0,84  |
| Total                   | Total                          | 2 670 | 100,00 / 100,00 |       |
| Eleitorado/Participação | Eleitorado/Participação        | 5 246 | 50,90 / 100,00  | 4,91  |

#### Louredo
| Partido                 | Partido                        | Votos | %               | +/-   |
| ----------------------- | ------------------------------ | ----- | --------------- | ----- |
|                         | Partido Social Democrata       | 458   | 58,20 / 100,00  | 10,16 |
|                         | Partido Socialista             | 147   | 18,68 / 100,00  | 8,16  |
|                         | CDS – Partido Popular          | 93    | 11,82 / 100,00  | 1,04  |
|                         | Bloco de Esquerda              | 24    | 3,05 / 100,00   | 5,04  |
|                         | Coligação Democrática Unitária | 15    | 1,91 / 100,00   | 0,32  |
|                         | Outros                         | 26    | 3,30 / 100,00   |       |
| Votos Inválidos         | Votos Inválidos                | 24    | 3,05 / 100,00   | 1,08  |
| Total                   | Total                          | 787   | 100,00 / 100,00 |       |
| Eleitorado/Participação | Eleitorado/Participação        | 1 362 | 57,78 / 100,00  | 3,21  |

#### Lourosa
| Partido                 | Partido                        | Votos | %               | +/-  |
| ----------------------- | ------------------------------ | ----- | --------------- | ---- |
|                         | Partido Socialista             | 1 945 | 38,81 / 100,00  | 6,68 |
|                         | Partido Social Democrata       | 1 854 | 37,00 / 100,00  | 8,43 |
|                         | CDS – Partido Popular          | 393   | 7,84 / 100,00   | 0,10 |
|                         | Bloco de Esquerda              | 297   | 5,93 / 100,00   | 4,14 |
|                         | Coligação Democrática Unitária | 142   | 2,83 / 100,00   | 0,11 |
|                         | PCTP/MRPP                      | 59    | 1,18 / 100,00   | 0,36 |
|                         | Outros                         | 120   | 2,40 / 100,00   |      |
| Votos Inválidos         | Votos Inválidos                | 201   | 4,01 / 100,00   | 1,13 |
| Total                   | Total                          | 5 011 | 100,00 / 100,00 |      |
| Eleitorado/Participação | Eleitorado/Participação        | 8 214 | 61,01 / 100,00  | 1,93 |

#### Milheiró de Poiares
| Partido                 | Partido                        | Votos | %               | +/-  |
| ----------------------- | ------------------------------ | ----- | --------------- | ---- |
|                         | Partido Social Democrata       | 753   | 38,75 / 100,00  | 8,62 |
|                         | Partido Socialista             | 747   | 38,45 / 100,00  | 7,52 |
|                         | CDS – Partido Popular          | 118   | 6,07 / 100,00   | 0,51 |
|                         | Bloco de Esquerda              | 100   | 5,15 / 100,00   | 3,41 |
|                         | Coligação Democrática Unitária | 76    | 3,91 / 100,00   | 0,97 |
|                         | PCTP/MRPP                      | 21    | 1,08 / 100,00   | 0,27 |
|                         | Outros                         | 52    | 2,68 / 100,00   |      |
| Votos Inválidos         | Votos Inválidos                | 76    | 3,91 / 100,00   | 1,42 |
| Total                   | Total                          | 1 943 | 100,00 / 100,00 |      |
| Eleitorado/Participação | Eleitorado/Participação        | 3 258 | 59,64 / 100,00  | 2,68 |

#### Mosteirô
| Partido                 | Partido                        | Votos | %               | +/-  |
| ----------------------- | ------------------------------ | ----- | --------------- | ---- |
|                         | Partido Socialista             | 415   | 37,97 / 100,00  | 9,58 |
|                         | Partido Social Democrata       | 382   | 34,95 / 100,00  | 9,50 |
|                         | CDS – Partido Popular          | 94    | 8,60 / 100,00   | 1,89 |
|                         | Bloco de Esquerda              | 87    | 7,96 / 100,00   | 3,82 |
|                         | Coligação Democrática Unitária | 24    | 2,20 / 100,00   | 1,50 |
|                         | PCTP/MRPP                      | 12    | 1,10 / 100,00   | 0,24 |
|                         | Outros                         | 34    | 3,11 / 100,00   |      |
| Votos Inválidos         | Votos Inválidos                | 45    | 4,12 / 100,00   | 1,46 |
| Total                   | Total                          | 1 093 | 100,00 / 100,00 |      |
| Eleitorado/Participação | Eleitorado/Participação        | 1 850 | 59,08 / 100,00  | 5,21 |

#### Mozelos
| Partido                 | Partido                               | Votos | %               | +/-  |
| ----------------------- | ------------------------------------- | ----- | --------------- | ---- |
|                         | Partido Social Democrata              | 1 521 | 37,10 / 100,00  | 8,87 |
|                         | Partido Socialista                    | 1 417 | 34,56 / 100,00  | 7,73 |
|                         | Bloco de Esquerda                     | 341   | 8,32 / 100,00   | 3,14 |
|                         | CDS – Partido Popular                 | 314   | 7,66 / 100,00   | 0,60 |
|                         | Coligação Democrática Unitária        | 189   | 4,61 / 100,00   | 0,48 |
|                         | Partido pelos Animais e pela Natureza | 44    | 1,07 / 100,00   | Novo |
|                         | PCTP/MRPP                             | 42    | 1,02 / 100,00   | 0,21 |
|                         | Outros                                | 90    | 2,19 / 100,00   |      |
| Votos Inválidos         | Votos Inválidos                       | 142   | 3,47 / 100,00   | 0,45 |
| Total                   | Total                                 | 4 100 | 100,00 / 100,00 |      |
| Eleitorado/Participação | Eleitorado/Participação               | 6 054 | 67,72 / 100,00  | 2,12 |

#### Nogueira da Regedoura
| Partido                 | Partido                        | Votos | %               | +/-  |
| ----------------------- | ------------------------------ | ----- | --------------- | ---- |
|                         | Partido Social Democrata       | 1 358 | 43,85 / 100,00  | 9,87 |
|                         | Partido Socialista             | 929   | 30,00 / 100,00  | 8,08 |
|                         | CDS – Partido Popular          | 251   | 8,10 / 100,00   | 0,40 |
|                         | Bloco de Esquerda              | 197   | 6,36 / 100,00   | 2,65 |
|                         | Coligação Democrática Unitária | 109   | 3,52 / 100,00   | 0,87 |
|                         | PCTP/MRPP                      | 35    | 1,13 / 100,00   | 0,01 |
|                         | Outros                         | 106   | 3,42 / 100,00   |      |
| Votos Inválidos         | Votos Inválidos                | 112   | 3,61 / 100,00   | 0,80 |
| Total                   | Total                          | 3 097 | 100,00 / 100,00 |      |
| Eleitorado/Participação | Eleitorado/Participação        | 4 715 | 65,68 / 100,00  | 3,46 |

#### Paços de Brandão
| Partido                 | Partido                        | Votos | %               | +/-  |
| ----------------------- | ------------------------------ | ----- | --------------- | ---- |
|                         | Partido Social Democrata       | 1 442 | 47,29 / 100,00  | 9,73 |
|                         | Partido Socialista             | 768   | 25,19 / 100,00  | 7,19 |
|                         | CDS – Partido Popular          | 336   | 11,02 / 100,00  | 0,23 |
|                         | Bloco de Esquerda              | 193   | 6,33 / 100,00   | 3,90 |
|                         | Coligação Democrática Unitária | 107   | 3,51 / 100,00   | 0,89 |
|                         | Outros                         | 89    | 2,92 / 100,00   |      |
| Votos Inválidos         | Votos Inválidos                | 114   | 3,74 / 100,00   | 0,64 |
| Total                   | Total                          | 3 049 | 100,00 / 100,00 |      |
| Eleitorado/Participação | Eleitorado/Participação        | 4 348 | 70,12 / 100,00  | 1,80 |

#### Pigeiros
| Partido                 | Partido                               | Votos | %               | +/-  |
| ----------------------- | ------------------------------------- | ----- | --------------- | ---- |
|                         | Partido Socialista                    | 264   | 41,38 / 100,00  | 1,62 |
|                         | Partido Social Democrata              | 222   | 34,80 / 100,00  | 6,80 |
|                         | CDS – Partido Popular                 | 49    | 7,68 / 100,00   | 2,61 |
|                         | Coligação Democrática Unitária        | 45    | 7,05 / 100,00   | 0,91 |
|                         | Bloco de Esquerda                     | 21    | 3,29 / 100,00   | 3,42 |
|                         | Partido pelos Animais e pela Natureza | 7     | 1,10 / 100,00   | Novo |
|                         | Outros                                | 18    | 2,82 / 100,00   |      |
| Votos Inválidos         | Votos Inválidos                       | 12    | 1,88 / 100,00   | 0,84 |
| Total                   | Total                                 | 638   | 100,00 / 100,00 |      |
| Eleitorado/Participação | Eleitorado/Participação               | 1 157 | 55,14 / 100,00  | 2,86 |

#### Rio Meão
| Partido                 | Partido                        | Votos | %               | +/-  |
| ----------------------- | ------------------------------ | ----- | --------------- | ---- |
|                         | Partido Social Democrata       | 1 161 | 40,92 / 100,00  | 8,95 |
|                         | Partido Socialista             | 938   | 33,06 / 100,00  | 8,35 |
|                         | CDS – Partido Popular          | 260   | 9,19 / 100,00   | 0,03 |
|                         | Bloco de Esquerda              | 161   | 5,68 / 100,00   | 2,30 |
|                         | Coligação Democrática Unitária | 119   | 4,19 / 100,00   | 0,07 |
|                         | PCTP/MRPP                      | 38    | 1,34 / 100,00   | 0,22 |
|                         | Outros                         | 60    | 2,12 / 100,00   |      |
| Votos Inválidos         | Votos Inválidos                | 100   | 3,53 / 100,00   | 0,80 |
| Total                   | Total                          | 2 837 | 100,00 / 100,00 |      |
| Eleitorado/Participação | Eleitorado/Participação        | 4 422 | 64,16 / 100,00  | 2,90 |

#### Romariz
| Partido                 | Partido                        | Votos | %               | +/-  |
| ----------------------- | ------------------------------ | ----- | --------------- | ---- |
|                         | Partido Social Democrata       | 771   | 45,11 / 100,00  | 9,71 |
|                         | Partido Socialista             | 586   | 34,29 / 100,00  | 5,20 |
|                         | CDS – Partido Popular          | 149   | 8,72 / 100,00   | 0,30 |
|                         | Bloco de Esquerda              | 49    | 2,87 / 100,00   | 2,33 |
|                         | Coligação Democrática Unitária | 36    | 2,11 / 100,00   | 0,16 |
|                         | Outros                         | 46    | 2,69 / 100,00   |      |
| Votos Inválidos         | Votos Inválidos                | 72    | 4,21 / 100,00   | 2,05 |
| Total                   | Total                          | 1 709 | 100,00 / 100,00 |      |
| Eleitorado/Participação | Eleitorado/Participação        | 3 172 | 53,88 / 100,00  | 2,55 |

#### Sanfins
| Partido                 | Partido                        | Votos | %               | +/-     |
| ----------------------- | ------------------------------ | ----- | --------------- | ------- |
|                         | Partido Social Democrata       | 381   | 38,52 / 100,00  | 11,28   |
|                         | Partido Socialista             | 356   | 36,00 / 100,00  | 8,88    |
|                         | CDS – Partido Popular          | 82    | 8,29 / 100,00   | 0,76    |
|                         | Bloco de Esquerda              | 54    | 5,46 / 100,00   | 3,50    |
|                         | Coligação Democrática Unitária | 27    | 2,73 / 100,00   | 0,13    |
|                         | PCTP/MRPP                      | 11    | 1,11 / 100,00   | Estável |
|                         | Outros                         | 33    | 3,34 / 100,00   |         |
| Votos Inválidos         | Votos Inválidos                | 45    | 4,55 / 100,00   | 1,96    |
| Total                   | Total                          | 989   | 100,00 / 100,00 |         |
| Eleitorado/Participação | Eleitorado/Participação        | 1 654 | 59,79 / 100,00  | 7,48    |

#### Sanguedo
| Partido                 | Partido                        | Votos | %               | +/-  |
| ----------------------- | ------------------------------ | ----- | --------------- | ---- |
|                         | Partido Social Democrata       | 796   | 44,17 / 100,00  | 8,77 |
|                         | Partido Socialista             | 532   | 29,52 / 100,00  | 8,43 |
|                         | CDS – Partido Popular          | 196   | 10,88 / 100,00  | 0,74 |
|                         | Bloco de Esquerda              | 92    | 5,11 / 100,00   | 2,75 |
|                         | Coligação Democrática Unitária | 44    | 2,44 / 100,00   | 0,10 |
|                         | Outros                         | 63    | 3,50 / 100,00   |      |
| Votos Inválidos         | Votos Inválidos                | 79    | 4,38 / 100,00   | 1,57 |
| Total                   | Total                          | 1 802 | 100,00 / 100,00 |      |
| Eleitorado/Participação | Eleitorado/Participação        | 3 035 | 59,37 / 100,00  | 3,96 |

#### Santa Maria de Lamas
| Partido                 | Partido                        | Votos | %               | +/-   |
| ----------------------- | ------------------------------ | ----- | --------------- | ----- |
|                         | Partido Social Democrata       | 1 341 | 42,80 / 100,00  | 11,04 |
|                         | Partido Socialista             | 973   | 31,06 / 100,00  | 10,10 |
|                         | CDS – Partido Popular          | 262   | 8,36 / 100,00   | 0,04  |
|                         | Bloco de Esquerda              | 212   | 6,77 / 100,00   | 3,53  |
|                         | Coligação Democrática Unitária | 118   | 3,77 / 100,00   | 0,06  |
|                         | Outros                         | 119   | 3,80 / 100,00   |       |
| Votos Inválidos         | Votos Inválidos                | 108   | 3,45 / 100,00   | 0,82  |
| Total                   | Total                          | 3 133 | 100,00 / 100,00 |       |
| Eleitorado/Participação | Eleitorado/Participação        | 4 702 | 66,63 / 100,00  | 1,41  |

#### São João de Ver
| Partido                 | Partido                        | Votos | %               | +/-  |
| ----------------------- | ------------------------------ | ----- | --------------- | ---- |
|                         | Partido Socialista             | 1 890 | 39,20 / 100,00  | 7,41 |
|                         | Partido Social Democrata       | 1 612 | 33,44 / 100,00  | 9,14 |
|                         | CDS – Partido Popular          | 393   | 8,15 / 100,00   | 0,33 |
|                         | Bloco de Esquerda              | 344   | 7,14 / 100,00   | 4,81 |
|                         | Coligação Democrática Unitária | 215   | 4,46 / 100,00   | 0,80 |
|                         | PCTP/MRPP                      | 49    | 1,02 / 100,00   | 0,14 |
|                         | Outros                         | 117   | 2,43 / 100,00   |      |
| Votos Inválidos         | Votos Inválidos                | 191   | 3,96 / 100,00   | 1,04 |
| Total                   | Total                          | 4 821 | 100,00 / 100,00 |      |
| Eleitorado/Participação | Eleitorado/Participação        | 8 322 | 57,93 / 100,00  | 4,24 |

#### São Paio de Oleiros
| Partido                 | Partido                        | Votos | %               | +/-  |
| ----------------------- | ------------------------------ | ----- | --------------- | ---- |
|                         | Partido Social Democrata       | 862   | 34,44 / 100,00  | 8,34 |
|                         | Partido Socialista             | 783   | 31,28 / 100,00  | 7,42 |
|                         | Coligação Democrática Unitária | 294   | 11,75 / 100,00  | 0,07 |
|                         | CDS – Partido Popular          | 205   | 8,19 / 100,00   | 0,35 |
|                         | Bloco de Esquerda              | 162   | 6,47 / 100,00   | 3,79 |
|                         | PCTP/MRPP                      | 42    | 1,68 / 100,00   | 0,39 |
|                         | Outros                         | 54    | 2,16 / 100,00   |      |
| Votos Inválidos         | Votos Inválidos                | 101   | 4,04 / 100,00   | 1,17 |
| Total                   | Total                          | 2 503 | 100,00 / 100,00 |      |
| Eleitorado/Participação | Eleitorado/Participação        | 3 638 | 68,80 / 100,00  | 1,98 |

#### Souto
| Partido                 | Partido                        | Votos | %               | +/-  |
| ----------------------- | ------------------------------ | ----- | --------------- | ---- |
|                         | Partido Social Democrata       | 1 019 | 39,54 / 100,00  | 9,41 |
|                         | Partido Socialista             | 884   | 34,30 / 100,00  | 6,84 |
|                         | CDS – Partido Popular          | 196   | 7,61 / 100,00   | 0,73 |
|                         | Bloco de Esquerda              | 176   | 6,83 / 100,00   | 4,44 |
|                         | Coligação Democrática Unitária | 80    | 3,10 / 100,00   | 0,20 |
|                         | Outros                         | 112   | 4,34 / 100,00   |      |
| Votos Inválidos         | Votos Inválidos                | 110   | 4,27 / 100,00   | 1,56 |
| Total                   | Total                          | 2 577 | 100,00 / 100,00 |      |
| Eleitorado/Participação | Eleitorado/Participação        | 4 377 | 58,88 / 100,00  | 3,00 |

#### Travanca
| Partido                 | Partido                        | Votos | %               | +/-  |
| ----------------------- | ------------------------------ | ----- | --------------- | ---- |
|                         | Partido Social Democrata       | 471   | 40,19 / 100,00  | 7,64 |
|                         | Partido Socialista             | 426   | 36,35 / 100,00  | 6,36 |
|                         | CDS – Partido Popular          | 80    | 6,83 / 100,00   | 0,29 |
|                         | Bloco de Esquerda              | 67    | 5,72 / 100,00   | 4,00 |
|                         | Coligação Democrática Unitária | 32    | 2,73 / 100,00   | 0,22 |
|                         | PCTP/MRPP                      | 19    | 1,62 / 100,00   | 0,40 |
|                         | Outros                         | 25    | 2,14 / 100,00   |      |
| Votos Inválidos         | Votos Inválidos                | 52    | 4,44 / 100,00   | 2,27 |
| Total                   | Total                          | 1 172 | 100,00 / 100,00 |      |
| Eleitorado/Participação | Eleitorado/Participação        | 1 888 | 62,08 / 100,00  | 2,28 |

#### Vale
| Partido                 | Partido                        | Votos | %               | +/-  |
| ----------------------- | ------------------------------ | ----- | --------------- | ---- |
|                         | Partido Social Democrata       | 516   | 54,03 / 100,00  | 9,87 |
|                         | Partido Socialista             | 228   | 23,87 / 100,00  | 7,22 |
|                         | CDS – Partido Popular          | 107   | 11,20 / 100,00  | 2,06 |
|                         | Bloco de Esquerda              | 29    | 3,04 / 100,00   | 0,96 |
|                         | Coligação Democrática Unitária | 17    | 1,78 / 100,00   | 0,09 |
|                         | Outros                         | 33    | 3,46 / 100,00   |      |
| Votos Inválidos         | Votos Inválidos                | 25    | 2,62 / 100,00   | 0,48 |
| Total                   | Total                          | 955   | 100,00 / 100,00 |      |
| Eleitorado/Participação | Eleitorado/Participação        | 1 943 | 49,15 / 100,00  | 5,46 |

#### Vila Maior
| Partido                 | Partido                        | Votos | %               | +/-   |
| ----------------------- | ------------------------------ | ----- | --------------- | ----- |
|                         | Partido Social Democrata       | 405   | 49,94 / 100,00  | 10,69 |
|                         | Partido Socialista             | 205   | 25,28 / 100,00  | 9,65  |
|                         | CDS – Partido Popular          | 81    | 9,99 / 100,00   | 2,87  |
|                         | Bloco de Esquerda              | 33    | 4,07 / 100,00   | 2,64  |
|                         | Coligação Democrática Unitária | 28    | 3,45 / 100,00   | 1,17  |
|                         | Outros                         | 32    | 3,95 / 100,00   |       |
| Votos Inválidos         | Votos Inválidos                | 27    | 3,33 / 100,00   | 1,06  |
| Total                   | Total                          | 811   | 100,00 / 100,00 |       |
| Eleitorado/Participação | Eleitorado/Participação        | 1 347 | 60,21 / 100,00  | 6,89  |